# Alexander Rahr

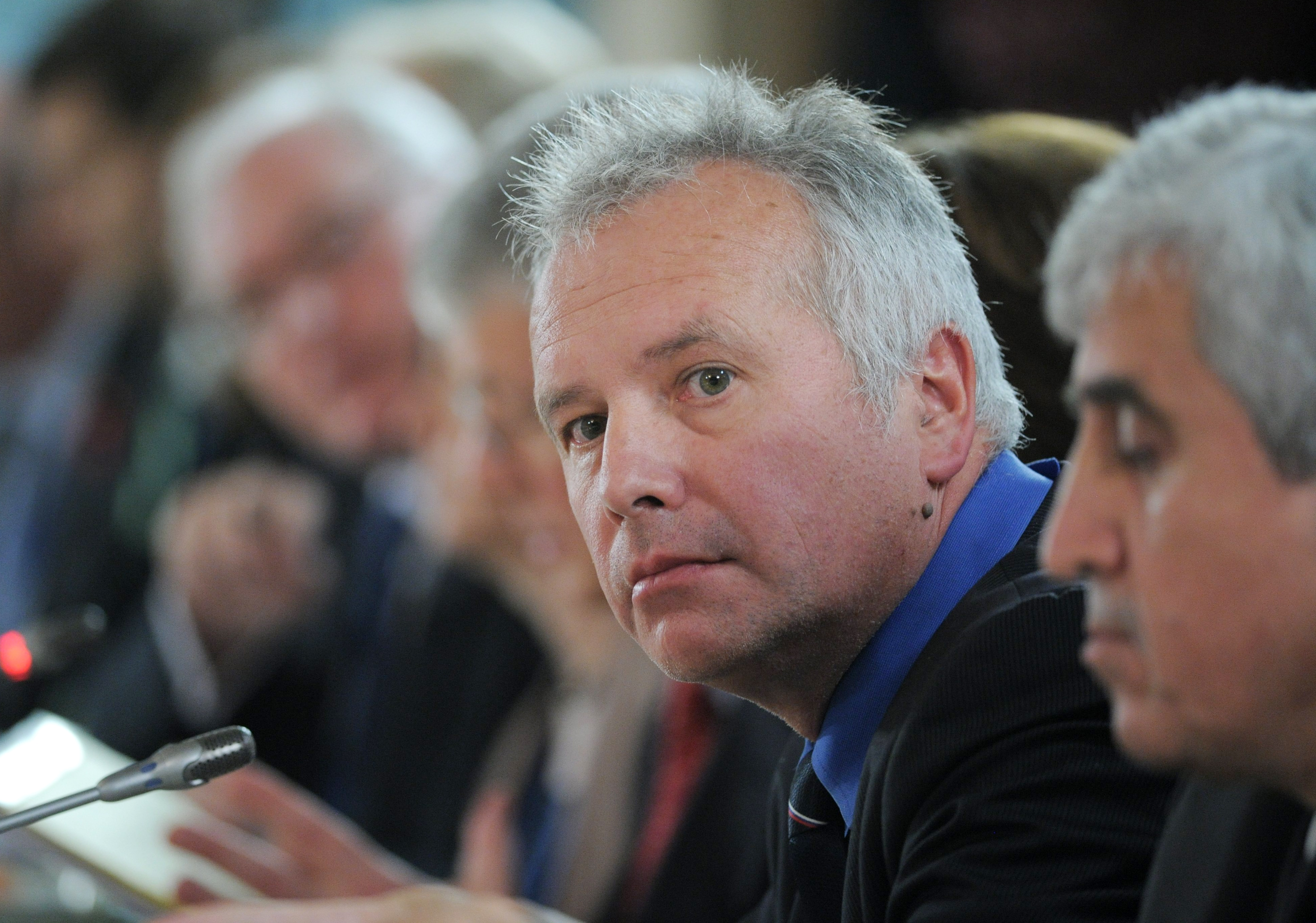
Alexander Rahr (2011)

Alexander Rahr (* 2. März 1959 in Taipeh, Republik China (Taiwan)) ist ein deutscher Unternehmensberater und Osteuropahistoriker. In die öffentliche Kritik geriet er als Interessenvertreter für das russische Erdgasförderunternehmen Gazprom und wegen seiner vermuteten politischen Nähe zum russischen Präsidenten Wladimir Putin.

## Leben
Alexander Rahr studierte von 1980 bis 1988 Geschichte an der Ludwig-Maximilians-Universität München. Sein Doktorvater war David Stuart Lane, ein Professor der Cambridge University. Von 1977 bis 1985 war er Mitarbeiter des Forschungsprojekts „Sowjetelite“ des Bundesinstituts für ostwissenschaftliche und internationale Studien (BIOst). Er arbeitete von 1982 bis 1994 als Analytiker für Radio Liberty und die Denkfabrik Rand Corporation. Achtzehn Jahre lang arbeitete er für die Deutsche Gesellschaft für Auswärtige Politik (DGAP) und war bis zu seinem Wechsel in die Wirtschaft im Mai 2012 Programmleiter des Berthold-Beitz-Zentrums der Deutschen Gesellschaft für Auswärtige Politik mit Arbeitsschwerpunkt Russland, Ukraine, Belarus und Zentralasien.
Rahr saß von 2004 bis 2015 im Lenkungsausschuss des Petersburger Dialogs. Dort war er auch Mitkoordinator der Arbeitsgruppe Zukunftswerkstatt. Seit 2012 war er Projektleiter des Deutsch-Russischen Forums. Dort betreute er die Potsdamer Begegnungen und den Arbeitskreis „Gemeinsamer Raum Lissabon-Wladiwostok“ (mit Ulf Schneider). 2012–2015 war er Senior Advisor der  eng mit Gazprom verflochtenen Wintershall Holding GmbH und Berater des Präsidenten der Deutsch-Russischen Auslandshandelskammer AHK. Er ist Mitglied des russischen Diskussionsklubs „Waldai“ und des ukrainischen Netzwerkes Yalta European Strategy (YES). Seit 2014 war er Stellvertretender Vorsitzender, dann Mitglied des Beirates des Verbandes der Russischen Wirtschaft in Deutschland. Seit 2015 ist er Berater für EU-Angelegenheiten von Gazprom in Brüssel. Zur Vernetzung mit Russland sagte Rahr 2013: «Jede Agentur will beim Russland-Geschäft mit machen, weil da das große Geld ist».
Er ist Autor zahlreicher Bücher über Russland in mehreren Sprachen, darunter eine Biografie über Michail Sergejewitsch Gorbatschow (1985) und Wladimir Wladimirowitsch Putin (2000). Rahr veröffentlichte Artikel in der Frankfurter Rundschau, der jungen Welt, der Süddeutschen Zeitung und dem Tagesspiegel.
Rahr assistierte ab 2011 Hans-Dietrich Genschers Bemühungen um die Freilassung des inhaftierten ehemaligen Oligarchen und Kremlkritikers Michail Chodorkowski. Im Dezember 2013 erfolgte Chodorkowskis Freilassung.

## Privatleben
Rahr wurde als Sohn des russischen Journalisten und Kirchenhistorikers deutschbaltisch-skandinavischer Herkunft Gleb Rahr und Sofia geb. Orechowa geboren. Er ist verheiratet mit Anna Rahr (geb. Galperina) und hat einen Sohn und eine Tochter.

## Auszeichnungen
2003 wurde Rahr das Bundesverdienstkreuz verliehen. Er ist Ehrenprofessor des Staatlichen Moskauer Instituts für Internationale Beziehungen und der Wirtschaftshochschule Moskau.
2019 erhielt Rahr den Orden der Freundschaft der Russischen Föderation für sein Engagement in den deutsch-russischen Beziehungen.

## Kritik

### Interview in der Komsomolskaja Prawda 2012
Im Mai 2012 erschien ein breit diskutiertes Interview mit Alexander Rahr in der russischen Zeitung Komsomolskaja Prawda. Mehrere seiner hierbei getätigten Zitate lösten in Deutschland empörte Reaktionen aus.
- „Die Amerikaner haben den Deutschen das Hirn amputiert.“
- „Die Deutschen sind der moralischen Stärke Israels verfallen, weil man ihnen den Holocaust ständig unter die Nase reibt.“
- „Der Westen verhält sich wie die Sowjetunion.“[10]

Das Auswärtige Amt distanzierte sich daraufhin von Rahr mit der Begründung, dass man „bekannt gewordene Äußerungen von ihm zur westlichen Wertepolitik nicht teile“. Von Spiegel Online auf sein Interview angesprochen, verteidigte Rahr das heutige Russland. Es sei „authentischer“ als in den neunziger Jahren unter Boris Jelzin. Allerdings fühle er sich von der Komsomolskaja Prawda hereingelegt. Mit der Journalistin sei lediglich ein Hintergrundgespräch abgesprochen gewesen, jedoch kein Wortlautinterview. Die Zeit schrieb dazu, ein Video auf der Website der Zeitung, das vier Minuten des Gesprächs zeige, spreche gegen den Vorwurf der Manipulation. Der veröffentlichte Text weiche nicht wesentlich vom aufgezeichneten Gespräch ab.

### Vermutete Nähe zu Wladimir Putin

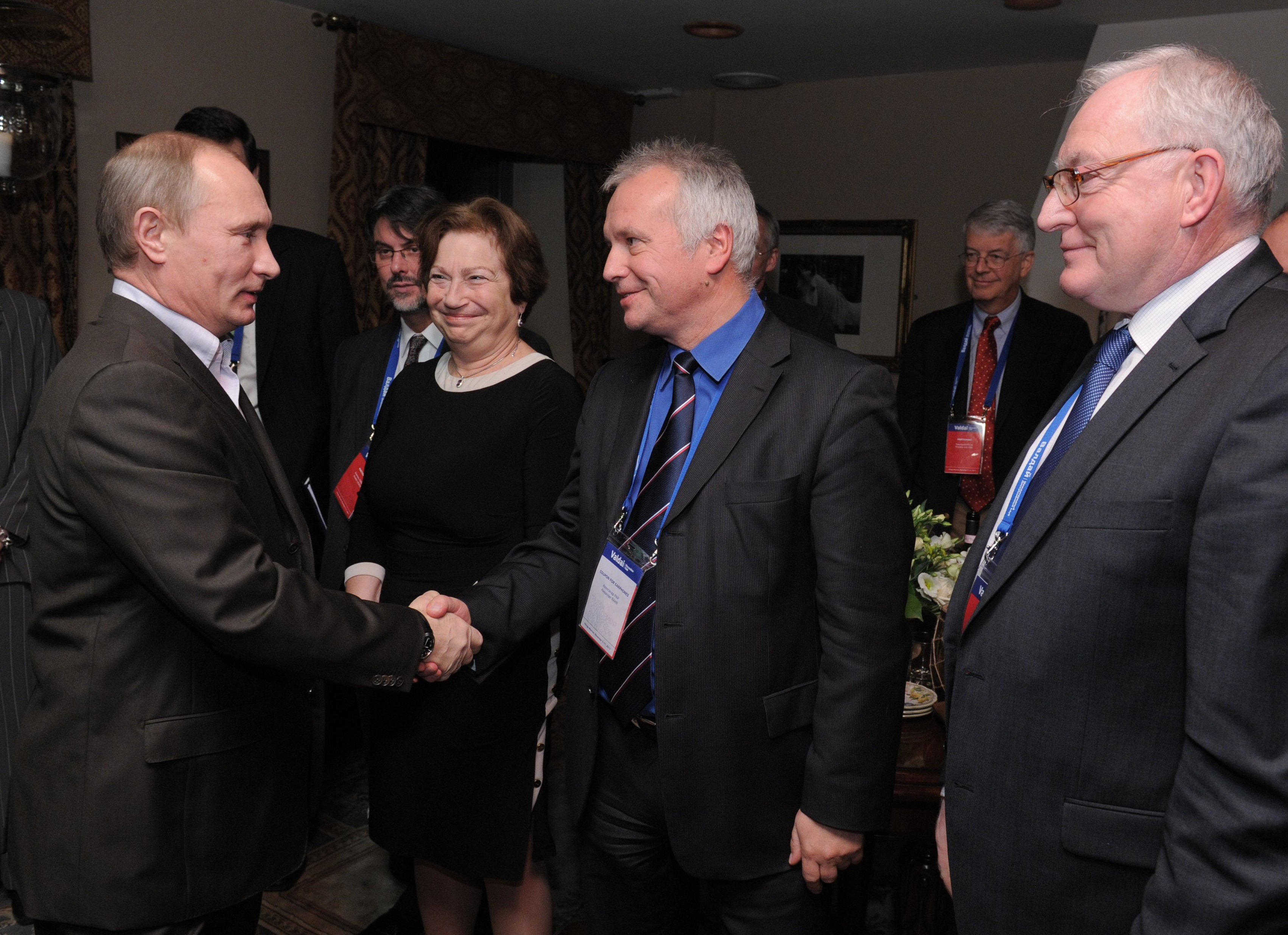
Rahr mit Wladimir Putin beim Waldai-Klub (Moskau, 2011)

Während der Annexion der Krim durch Russland im April 2014 wurde in einigen Medien Kritik an Rahr laut. Am 20. April 2014 erschien in der Tageszeitung Die Welt ein Artikel, in dem sich der Vorsitzende des Ausschusses für Auswärtige Angelegenheiten des Europäischen Parlaments Elmar Brok und der Europa-Politiker der Partei „Bündnis 90/Die Grünen“ Werner Schulz kritisch über Rahrs Aktivitäten äußerten. Laut Brok sei Rahr kein unabhängiger Wissenschaftler, sondern ein Lobbyist des Kreml. Schulz warf in demselben Artikel Rahr vor, er propagiere die Strategie Putins, Russland als strategische Rohstoffmacht auszurichten.
Auch die NZZ stellte die Gazprom-Beratertätigkeit ins Zentrum und meinte, er werbe „auf deutschen Kanälen vorsichtig verständnisvoll für die Politik Putins, während er im russischen Fernsehen die Bundesrepublik gerne als Erfüllungsgehilfen amerikanischer Einkreisung Russlands bezichtige“.
Die Frankfurter Allgemeine Zeitung befand 2019, dass Rahrs Ruf wegen der Nähe zu Präsident Putin in Deutschland „Schaden genommen“ habe. Im Buch Die Moskau Connection (2023) der FAZ-Autoren Reinhard Bingener und Markus Wehner wird Rahr ein führender Apologet des Putin-Regimes in Deutschland genannt.

## Veröffentlichungen
- Gorbatschow – der neue Mann. (zusammen mit Nikolai Poljanski) Universitas-Verlag, 1986, ISBN 3-8004-1107-5.
- Wladimir Putin. Der Deutsche im Kreml. Universitas-Verlag, 2000, ISBN 978-3-8004-1408-6.
- Russland gibt Gas. Hanser-Wirtschaft, 2008, ISBN 978-3-446-41395-5.
- Putin nach Putin. Universitas-Verlag, 2009, ISBN 978-3-8004-1481-9.
- Der kalte Freund. Warum wir Russland brauchen: die Insider-Analyse. Hanser-Wirtschaft, München 2011, ISBN 978-3-446-42438-8.
- 2054: Putin decodiert. Das Neue Berlin, 2018, ISBN 978-3-360-01341-5.
- Der 8. Mai: Geschichte eines Tages. Das Neue Berlin, 2020, ISBN 978-3-360-01358-3.
- Anmaßung. Wie Deutschland sein Ansehen bei den Russen verspielt. Das Neue Berlin, 2021, ISBN 978-3-360-01376-7.